# Reggie Love
Reginald L. Love, detto Reggie (Richmond, 21 giugno 1981), è un politico, funzionario ed ex cestista statunitense, nonché ex assistente personale del Presidente degli Stati Uniti d'America Barack Obama.

## Carriera
Quando frequentava l'università, Reggie Love fu capitano della squadra di pallacanestro, vincendo il campionato NCAA nel 2001.
Una volta laureatosi in scienze politiche alla Duke University, si presentò per ottenere un posto nell'entourage di Obama al Senato e fu selezionato da Robert Gibbs, che gli assegnò l'incarico di "vicedirettore politico".
Da allora Love è stato uno dei funzionari più vicini ad Obama, che dopo l'elezione alla Casa Bianca lo ha nominato suo assistente personale (il cosiddetto body man).
Nel giugno del 2015 è diventato editor-at-large per Vice Sports.